# Triangle (Virginie)
Triangle est un lieu désigné par le recensement (census-designated place - CDP) dans le comté de Prince William, en Virginie, aux États-Unis. Sa population était de 8 188 habitants au recensement de 2010. Il est délimité au sud par la Base du corps des Marines de Quantico (Marine Corps Base Quantico,) qui entoure la ville de Quantico.

## Géographie
Selon le Bureau du recensement des États-Unis (United States Census Bureau), le CDP a une superficie totale de 6,8 km², entièrement terrestre. Il est délimité au nord et à l'ouest par la ville de Dumfries. Il est délimité à l'ouest par le parc forestier de Prince William (Prince William Forest Park) et à l'est par la rivière Potomac.

## Démographie
Au recensement de 2000, 5 500 personnes, 2 196 ménages et 1 341 familles vivaient dans le CDP. La densité de population était de 806,4 habitants par km². Il y avait 2 318 unités de logement à une densité moyenne de 339,8 par km².
La composition raciale du CDP était la suivante : 
- 61,07 % de Blancs,
- 28,33 % d'Afro-américains,
- 0,49 % d'Amérindiens,
- 2,87 % d'Asiatiques,
- 0,11 % d'Insulaires du Pacifique,
- 3,58 % d'autres races
- 3,55 % de deux races ou plus.

Les hispaniques ou latinos de toutes races représentaient 7,42 % de la population.
Il y avait 2 196 ménages, dont :
- 33,9 % avaient des enfants de moins de 18 ans vivant avec eux
- 40,4 % étaient des couples mariés vivant ensemble
- 15,3 % avaient une femme sans mari
- 38,9 % n'étaient pas des familles.

29,7 % de tous les ménages étaient composés de personnes seules, et 3,6 % comptaient une personne âgée de 65 ans ou plus vivant seule. La taille moyenne des ménages était de 2,50 et celle des familles de 3,13.
Dans le PCD, la population était répartie de la façon suivante : 
- 27,8 % avaient moins de 18 ans,
- 13,2 % de 18 à 24 ans,
- 34,4 % de 25 à 44 ans,
- 18,4 % de 45 à 64 ans
- 6,2 % avaient 65 ans ou plus.

L'âge médian était de 30 ans. Pour 100 femmes, on comptait 102,2 hommes. Pour 100 femmes âgées de 18 ans et plus, il y avait 101,1 hommes.
Le revenu médian d'un ménage dans le CDP était de 38 844 $, et le revenu médian d'une famille était de 43 811 $. Les hommes avaient un revenu médian de 32 017 $, contre 27 722 $ pour les femmes. Le revenu par habitant du CDP était de 18 982 $. Environ 7,1 % des familles et 8,8 % de la population se trouvaient sous le seuil de pauvreté, dont 11,4 % des personnes de moins de 18 ans et 4,9 % des personnes de 65 ans ou plus.
Lors du recensement des États-Unis de 1950, Triangle a été combinée avec Dumfries, en Virginie, pour former Dumfries-Triangle. Cependant, les deux communautés étaient à nouveau séparées au moment du recensement de 1960.

## Gouvernement
Triangle fait partie du 31e district de la Chambre des délégués de Virginie ; depuis le 10 janvier 2018, les résidents sont représentés par Elizabeth Guzmán.

## Source
- (en) Cet article est partiellement ou en totalité issu de l’article de Wikipédia en anglais intitulé « Triangle, Virginia » (voir la liste des auteurs).